# Yeonseong-dong
Yeonseong-dong (koreanska: 연성동) är en stadsdel i staden Siheung i provinsen Gyeonggi i Sydkorea, 25 km sydväst om huvudstaden Seoul.